# Rukkojärvi
Rukkojärvi är en sjö i kommunen Polvijärvi i landskapet Norra Karelen i Finland. Sjön ligger 81,4 meter över havet. Den är 20,4 meter djup. Arean är 83 hektar och strandlinjen är 6,93 kilometer lång. Sjön  ingår i Vuoksens huvudavrinningsområde.   Den ligger omkring 25 kilometer nordväst om Joensuu och omkring 370 kilometer nordöst om Helsingfors. 
I sjön finns ön Rukkosaari. 